# Linhomoeus brevisetosus
Linhomoeus brevisetosus är en rundmaskart. Linhomoeus brevisetosus ingår i släktet Linhomoeus, och familjen Linhomoeidae. Arten är reproducerande i Sverige.